# Дериватограф
Дериватограф — прилад призначений для вимірювання зміни маси зразка матеріалу при його нагріванні, охолодженні чи при незмінній температурі.
Дериватограф, як правило, включає дві системи:
- термоваги,
- диференціальний термічний аналізатор.

Використовується у вуглехімії, дослідженні порошків оксидів металів, аналізу вологості матеріалів.